# David De Thuin
Pour les articles homonymes, voir Dethuin.
David De Thuin, aussi dit Deth, né le 26 avril 1971, est un auteur de bande dessinée et illustrateur belge.

## Biographie

### Jeunesse
David De Thuin naît le 26 avril 1971. Pendant son enfance, l'auteur qu'il aime le plus est Raymond Macherot,. Il fait des études générales en Belgique. Il est musicien et compositeur de chansons pour enfants.

### Les débuts
David De Thuin, dit Deth, commence discrètement sa carrière dans l’ombre de ses grands prédécesseurs, il est remarqué par Christian Darasse, le dessinateur du Gang Mazda et de Tamara, il entre pour quelque temps à l’atelier de Tome et Janry comme assistant, puis il collabore avec Frédéric Jannin.
David De Thuin commence sa carrière comme maquettiste lettreur aux éditions Dupuis.
De Thuin fait son entrée dans Spirou no 2897 en 1993 et réalise de nombreuses animations rédactionnelles, il crée sa première série de bande dessinée Que sont-ils devenus ? à la vie éphémère sous le pseudonyme de Dethuin avec le scénariste Jean-Louis Janssens (1993-1994) et ne cesse de publier depuis. De 1994 à 1996, il anime, sous le pseudonyme de Deth, la série humoristique L'Envahisseur avec Paul Deliège. En même temps, De Thuin travaille à domicile et produit plusieurs albums de bande dessinée dont le style est très décalé : il aime produire des dessins naïfs légendés par des propos adultes parfois assez cyniques. De 1998 à 2000, il publie Les Zorilles — de drôles de petits animaux imaginaires — sur des scénarios de Corcal dans Spirou et deux albums aux éditions Dupuis (2000-2001). Il crée avec le même scénariste Le Bois des mystères aux éditions Casterman en 2001, puis pour le même éditeur, il abandonne son pseudonyme et crée seul la série pour enfants Arthur Minus dans la collection « Première ligne » (3 tomes, 2002-2004). Il s'associe à la scénariste Florence Sterpin pour animer Zizi la chipie dans la même collection de 2002 à 2004 (3 albums).

### Zélie et compagnie
Il entame une longue coopération avec Éric Corbeyran au scénario sur la série Zélie et compagnie d'abord éditée dans la collection « Bayard BD » aux éditions Bayard jusqu'en 2010, puis aux éditions BD Kids à partir de 2011 et finalement à partir de 2021 dans la collection « Jeunesse » aux éditions Des ronds dans l'O. C'est sa plus longue série et compte 19 titres en 2022. En 2006, il publie Pas de crotte pour moi — à lire dès quatre ans — sur un scénario de Davide Cali dans la collection « Sapajou » aux éditions Sarbacane. Avec Jean-Michel Thiriet au scénario, il dessine Mon ami l'espace dans le Journal de Mickey,. En 2009, il réalise seul une bande dessinée de communication Annemarie au centre de bien-être pour la Fédération générale du travail de Belgique. De 2009 à 2010, sur un scénario de Raoul Cauvin, il dessine le diptyque Coup de foudre composé de La Complainte du taureau-vache, et De mâle en pis dans lequel le thème de la transsexualité est abordé. Selon Laurent Turpin, rédacteur en chef du site BDzoom et coauteur du BDM Trésors de la bande dessinée : « Le graphisme de David De Thuin ajoute à l’ambiance bon enfant d’un récit qui, sous une apparente légèreté, aborde un thème grave, voire tabou. Cette remarquable histoire, d’une originalité et d’une intelligence de traitement rare, à plusieurs niveaux de lectures et de degrés d’humour, réussit l’exploit d’un avant-gardisme dans le fond, totalement maîtrisé sur la forme, qui lui permet de s’adresser au lectorat le plus large. Chapeau ! ». De 2011 à 2019, il réalise seul six mini-récits dans Spirou avec le personnage récurrent de Scopitone qui occupe la moitié de ceux-ci.

### Autoéditeur
Il réalise et s'autoédite : Le Roi des bourdons (6 volumes, 2005-2007), La Colère dans l’eau (2007),, Pollen (2008) ou Interne (2 numéros, 2010-2011).

### «1000 Feuilles»
Début 2014, il signe La Proie,, un ouvrage hors-norme composé de 1000 pages et 10 000 cases entrée dans la collection « 1000 Feuilles » de Glénat. En 2016, il publie Le Corps à l’ombre, un thriller contemporain dans la même collection, qui lui vaut le prix littéraire Bulles de Cristal 2017 destiné aux jeunes de 11 à 18 ans puis il participe à l'album collectif en hommage à Gaston Lagaffe en 2017. En 2019, il redessine Le Roi des Bourdons encore dans « 1000 Feuilles » et fait partie de la sélection officielle du Festival d'Angoulême 2020. Ce livre est qualifié de chef-d'œuvre par Charles-Louis Detournay, rédacteur en chef du site d'information ActuaBD et précise « L’art de de Thuin est de multiplier les réflexions : Le Roi des bourdons traite bien entendu de notre société, de notre regard sur les "héros", mais il aborde également en profondeur le monde de l’édition. »

### Années 2020
En 2020, il s'associe au scénariste James pour Meurtre à la compta dans la collection « Pataquès » aux éditions Delcourt. Puis, il dessine La Mort est dans le pré sur un scénario de James dans la collection « Pataquès » aux éditions Delcourt en 2021 et la même année il crée une nouvelle série Waldor — série animalière jeunesse qui fait mijoter l'Heroic fantasy à la sauce franco-belge — dont le premier volume Le Dragon Multiple est publié dans la collection « Tcho ! La Collec... » aux éditions Glénat. En 2022, il fait son entrée à Fluide glacial avec une série scénarisée par Jorge Bernstein intitulée Rapport de stage et conte les rapports entre père et fils en douze saynètes aux éditions Expé ainsi que La Chute d'Hélégard, le second tome de Waldor. En 2024, il sort le one shot Autreville aux éditions Sarbacane. L'album figure dans la sélection officielle du Festival d'Angoulême 2025 concourant pour le prix Fauve polar SNCF.
De Thuin participe aux albums collectifs Paroles de sourds (2005), Patate douce t. 9 (2009) et Umour de poche (2020-2021) et Le Monde d'après (2021).
Parallèlement De Thuin, illustre des textes de Anne-Sophie Silvestre dans J'aime lire, il publie également dans J'aime lire Max et Zélie et compagnie dans D Lire avec le scénariste Éric Corbeyran ou Kumka l’éléphant de Stéphane Bataillon dans le mensuel Images Doc (2005-2008), il signe encore dans Astrapi.
Dans une interview qu'il accorde à Brigh Barber du site BDzoom en 2014, l'auteur nous apprend « J’ai 42 ans, je suis passionné par la bande dessinée, la musique et j’aime la nature : la flore et les animaux sauvages qui grouillent autour de nous. [...] Au quotidien, je suis assez contemplatif. ».
En termes d'influences, David De Thuin avoue être majoritairement influencé par Marc Wasterlain et Alain Saint-Ogan.

### Vie privée
David De Thuin réside à Saint-Romain-en-Viennois dans le département du Vaucluse en région Provence-Alpes-Côte d'Azur.

## Publications

### Albums de bande dessinée
Sous le nom Deth
Sous le nom David De Thuin
Comme coloriste

### Collectifs
- 4. Paroles de sourds, Delcourt, coll. « Encrages », Paris, 21 octobre 2005
Scénario : collectif - Dessin : collectif dont De Thuin - Couleurs : noir et blanc -  (ISBN 2756000140)
- 9. Patate douce, Le Potager Moderne, 2009
Scénario : collectif - Dessin : collectif dont De Thuin - Couleurs : noir et blanc -  (ISBN 9782953278408)
- La Galerie des Gaffes[24], Dupuis, Marcinelle, 20 octobre 2017
Scénario : Collectif - Dessin : Collectif dont De Thuin - Couleurs : quadrichromie -  (ISBN 978-2-8001-7068-8)

- Le Monde d'après, Komics Initiative, Tours, 11 juin 2021
Scénario et couleurs : Zac Deloupy - Dessin : collectif dont De Thuin -  (ISBN 978-2-491-37422-8)
- Titeuforama : 120 variations de Titeuf, Glénat, coll. « Tchô ! La collec... », Grenoble, 3 mai 2023
Scénario et couleurs : collectif - Dessin : collectif dont De Thuin -  (ISBN 978-2-344-05844-2)

### Illustrations
- Bienvenue à bord !, Anne-Sophie Silvestre dans J'aime lire no 311 de décembre 2002 (BNF 43915563).
- 100 % excellent ! : les 120 meilleures recettes d'Astrapi, Bruno Muscat, Delphine Saulière, Anne-Sophie Chilard, Laure Bazantay, illustrations Henri Fellner, avec Catherine Proteaux-Zuber et David De Thuin, Bayard Jeunesse, Montrouge, 2003  (ISBN 9782747010313)
- Objectif mariage, Éric Corbeyran, D Lire. no 77  (ISSN 1629-9744), février 2005 (BNF 43917770).
- Kumka l’éléphant, Stéphane Bataillon dans le mensuel Images Doc (2005-2008) 33 pages.
- Zélie prend le large, Éric Corbeyran, D Lire. no 118  (ISSN 1629-9744), juillet août 2008 (BNF 43924842).
- Zélie sous les tropiques ! , Éric Corbeyran, D Lire. no 135  (ISSN 1629-9744), février 2010 (BNF 43925319).
- SOS véto, Nathalie Tordjman, Bayard Jeunesse, Montrouge, 2011  (ISBN 978-2-7470-3634-4)
- Les Vacances de Zélie, Éric Corbeyran, D Lire. no 163  (ISSN 1629-9744), juillet 2012 (BNF 43925894).
- Flitop, IN8 Éditions, coll. « Iceberg », 2012  (ISBN 9782960099805)
- 100 % cobayes Céline Potard (adaptation du texte), Bayard Jeunesse, Montrouge, 2015  (ISBN 978-2-7470-5276-4)
- Passion animaux : l'encyclo du véto junior, Nathalie Tordjman, Bayard Jeunesse, Montrouge, 2015  (ISBN 9782747060455)
- Zélie fait la sourde oreille, Éric Corbeyran et Bénédicte Gourdon, Les Trésors J'aime lire Max hors-série
- Astrapi no 1004, 15 décembre 2022.
- Audrey Bouquet (ill. David De Thuin), Attention à la mouche !, Paris, Sarbacane, 5 mars 2025, 32 p., ill.; 22 cm (ISBN 9791040806486)

## Prix et récompenses
- 2017 :  prix Bulles de Cristal 2017 pour Le Corps à l’ombre[23].

#### Livres
: document utilisé comme source pour la rédaction de cet article.
- Henri Filippini, « Deth », dans Dictionnaire de la bande dessinée, Paris, Bordas, 2005, 912 p., ill. ; 27 cm (ISBN 9782047299708 et 2047299705, OCLC 1009545288, présentation en ligne), p. 744. .
- Philippe Mellot, Michel Denni, Laurent Turpin et Isabelle Morzadec, Trésors de la bande dessinée : BDM 2021-2022 - Catalogue encyclopédique et Argus, Paris, Les Arènes, novembre 2020, 22e éd., 1700 p., ill. ; 23 cm (ISBN 9791037502582, OCLC 1240308146, présentation en ligne), p. 74, 166, 267, 287, 292, 441, 732, 895, 916, 976, 1327, 1330, 1332. .

#### Périodiques
- André-François Ruaud, « David De Thuin ou la ligne bzzz », dans Comix Club no 4, janvier 2007, p. 56-59.
- Olivier Maltret, « Interne, t. 1 : les choses de la vie », dBD, no 44,‎ juin 2010, p. 81.
- Damien Perez, « En direct de la rédak : Les petits bonheurs de David Dethuin », Spirou, Dupuis, no 4018,‎ 15 avril 2015 (ISSN 0771-8071).
- Paul Satis, « En direct de la rédak : Mini-récit, maxi émotion », Spirou, Dupuis, no 4102,‎ 23 novembre 2016, p. 16 (ISSN 0771-8071)
- Hugues Dayez, « Spirou et moi : David De Thuin », Spirou, Dupuis, no 4219,‎ 20 février 2019 (ISSN 0771-8071)
- David De Thuin et Éric Corbeyran (interviewés par Philippe Peter), « Interview Jeunesse : Zélie et compagnie - Amis à tous les étages », dBD, no 159,‎ décembre 2021, p. 124-127 (ISSN 1951-4050).

#### Articles
- Nicolas Moog, « Dossiers : DDT », du9,‎ février 2017 (lire en ligne, consulté le 10 février 2023).
- David De Thuin (interviewé), « Interview de David de Thuin, à propos d'« Autreville » », La Mouette hurlante,‎ 3 mai 2024 (lire en ligne, consulté le 23 juillet 2024).

### Podcasts
- "Waldor le dragon multiple", le premier épisode des aventures d’un renard inventé par David de Thuin sur France Bleu, interview de Marie-Corine Cailleteau (2 min 34 s), 16 mars 2021.
- Waldor (tome 2) de David de Thuin sur France Bleu, interview de Benoît Chomaud (2 min 46 s), 10 mars 2022.